# Orbital Reflector
Der Orbital Reflector (ORS-1) war ein geplantes Weltraumkunstwerk von Trevor Paglen und dem Nevada Museum of Art. Das Kunstwerk wurde im Dezember 2018 an Bord einer Falcon-9-Rakete gestartet und befindet sich in einem Kleinsatelliten in einer Erdumlaufbahn. Nach seiner Entfaltung sollte es etwa zwei Monate lang wie ein heller, sich bewegender Stern am Nachthimmel erscheinen. Wegen Verzögerungen durch die Haushaltssperre 2018/19 in den Vereinigten Staaten und eines Kontaktverlusts mit der Bodenstation musste der Satellit jedoch aufgegeben werden. Die Kosten für diese fehlgeschlagene Installation wurden mit 1,3 Millionen US-Dollar veranschlagt.

## Zweck
Der Orbital Reflector hat keine wissenschaftliche oder technische Funktion. Die Initiatoren geben an, er solle die Menschen dazu anregen, den Himmel zu betrachten und über ihren eigenen Platz im Universum nachzudenken.

## Aufbau
Das Kunstwerk besteht aus reflektierender Folie, die zusammengefaltet in einem 3U-Cubesat transportiert wird, das heißt in einem standardisierten Satellitengehäuse von 34 × 10 × 10 Zentimetern Größe. Zur Stromversorgung verfügt der Satellit über eine Batterie und über vier Solarpaneele, die nach dem Start ausklappten. Anschließend soll die Folie wie ein Ballon aufgeblasen werden. Es entsteht eine kantige, etwa 30 Meter lange und wenige Meter breite Struktur, die das Sonnenlicht reflektieren soll. Ihre Form ähnelt je nach Blickwinkel einer langgestreckten vierseitigen Doppelpyramide oder – zusammen mit dem Cubesat und den Solarmodulen – einem Schwert.
Der Satellit wurde von dem Luftfahrtunternehmen Global Western gebaut, das auch kundenspezifische Stratosphärenballons herstellt.

## Geschichte
Trevor Paglen interessierte sich schon früher für die Raumfahrt; so veröffentlichte er zum Beispiel Fotos von Spionagesatelliten. 2012 ließ er eine Fotoserie in den Weltraum bringen, die den Einfluss der Menschheit auf die Erde abbildete.
Die Inspiration für den Orbital Reflector entstand nach Aussage des Künstlers durch Echo 1 und Echo 2, zwei glänzende Ballonsatelliten der NASA aus den 1960er Jahren. Dementsprechend hatte er zunächst die Idee, das Objekt als große reflektierende Kugel auszulegen. Er wandte sich mit dem Vorhaben an das Center for Art + Environment des Nevada Museum of Art, das bereit war, das Projekt zu organisieren und mitzufinanzieren. Die Arbeiten an dem Kunstwerk begannen 2015. Es entstand zunächst ein Modell mit einer silbernen Kugel, das seit 2016 in dem Museum ausgestellt ist. Im weiteren Verlauf änderte sich das Design zu einer größeren und langgestreckten Form. Sie soll eine größere Reflexionsfläche und bessere Flugeigenschaften bieten. Über Kickstarter wurde finanzielle Unterstützung eingeworben. Neben dem Museum beteiligten sich diverse Kunststiftungen und Privatpersonen an dem Projekt.
Mit dem Arrangement des Transports wurden Spaceflight Industries beauftragt. Sie vermittelten einen Mitflug als Sekundärnutzlast auf einer Falcon 9. SpaceX platzierte den CubeSat auf einem zunächst für Frühjahr 2018 geplanten Flug mit zahlreichen Kleinsatelliten. Der Termin verschob sich auf Juli 2018 und dann weiter auf Oktober und November.
Der Satellit startete schließlich erfolgreich am 3. Dezember 2018, zusammen mit 63 weiteren Satelliten des Rideshare-Flugs SSO-A an Bord derselben Rakete. Anschließend musste seine Bahn von der U.S. Air Force erfasst und durch die Federal Communications Commission eine Genehmigung zum Entfalten des Ballons erteilt werden. Wegen eines von US-Präsident Donald Trump und der demokratischen Opposition erzwungenen „Government Shutdown“ wurden jedoch zuständige Behördenmitarbeiter einen Monat lang beurlaubt und mussten anschließend Rückstände abarbeiten. Der Satellit, der nur für wenige Monate Betrieb ausgelegt war, erlitt während der Wartezeit anscheinend einen Elektronikschaden. Als er schließlich erfasst werden sollte, hatte die Bodenstation den Kontakt zu dem Flugkörper verloren. Am 1. Mai 2019 erklärten das Nevada Museum of Art den Orbital Reflector für verloren.
Es wurde erwartet, dass der Cubesat nach einigen Jahren in der Erdatmosphäre verglüht.

## Ähnliche Projekte
Die Satelliten Echo 1 und 2 sowie PAGEOS hatten eine runde Ballonhülle aus reflektierender, aluminiumbeschichteter Kunststofffolie. Sie dienten der geodätischen Vermessung und als passive Kommunikationssatelliten. Seit 1986 kreist der japanische Experimental Geodetic Satellite in etwa 1500 Kilometern Höhe um die Erde. Er ist annähernd kugelförmig, hat einen Durchmesser von 2,15 Metern und ist mit 318 Spiegeln und 120 Laserreflektoren versehen. Er dient ebenfalls der Erdvermessung.
Der Orbital Reflector sollte die „erste Skulptur im All“ werden und „der erste Satellit, der nur als Kunstwerk dient“. Peter Beck und Rocket Lab kamen dem Museumsprojekt jedoch zuvor: Im Januar 2018 brachten sie ohne vorherige Ankündigung den Humanity Star ins All, eine silberne Kugel mit etwa einem Meter Durchmesser und spiegelnden Facetten. Er war zwei Monate lang zu sehen und zog neben positiven Reaktionen auch einige Kritik von Astronomen auf sich, die ihn als Lichtverschmutzung betrachteten.